# Mauro Hancco Halire
Mauro Hancco Halire (2 de febrero de 1956-Cusco, 23 de mayo de 2021) fue un político peruano. Fue alcalde provincial de Acomayo entre 1990 y 1993, alcalde del distrito de Acopía entre 1996 y 1998 y consejero regional del Cusco entre 2003 y 2005.
En las elecciones municipales de 1989 se presentó como candidato por la Izquierda Unida para la alcaldía provincial de Acomayo resultando elegido con el 46.209 % de los votos. Participó en las elecciones municipales de 1995 como candidato por la Lista Independiente N° 3 Frente Unido Acomayo para la alcaldía del distrito de Acopía, provincia de Acomayo, departamento del Cusco obteniendo la representación con el 35.214 % de los votos. En las elecciones de 1998 tentó su reelección sin éxito. Participó en las elecciones regionales del 2002 como candidato a consejero regional por la lista del Frente Independiente Moralizador obteniendo la representación.
Fue vacado de dicho cargo por el consejo regional del Cusco el 26 de febrero del 2005 tras haberse dictado sentencia condenatoria en su contra. En efecto, el 15 de abril del 2004, la Sala Penal Permanente de la Corte Suprema de Justicia de la República declaró no haber nulidad en la sentencia que condenó a Hancco Halire por los delitos de peculado, malversación de fondos e incumplimiento de deberes funcionales en agravio de la Municipalidad Distrital de Acopía. La pena fue de cuatro años de prisión suspendida e inhabilitación para ejercer cargos públicos por el plazo de un año. El 12 de julio del 2005, el Jurado Nacional de Elecciones declaró infundado el recurso de apelación interpuesto por Hancco contra la decisión del consejo y confirmó el Acuerdo Regional N° 009-2005-GRC/CRC que declaró su vacancia y dispuso convocar al ciudadano Wilfredo Cuba Suca para reemplazarlo.
Falleció en la ciudad del Cusco el 23 de mayo de 2021 durante la pandemia de COVID-19.